# Rambouillet
Rambouillet és un municipi francès, situat al departament de Yvelines i a la regió de l'Illa de França. L'any 1999 tenia 24.758 habitants.
Forma part del cantó de Rambouillet, del districte de Rambouillet i de la Comunitat d'aglomeració Rambouillet Territoires.